# Miopithecus ogouensis
Il cercopiteco nano del nord (Miopithecus ogouensis Kingdon, 1997) è un primate della famiglia delle Cercopithecidae.

## Descrizione
Insieme al cercopiteco nano del sud è una delle più piccole scimmie del Vecchio Mondo: Presenta un notevole dimorfismo sessuale. La lunghezza del corpo è tra 32 e 45 cm. Il peso medio è 1,3 kg per il maschio e 0,8 kg per la femmina.

Sul dorso il mantello è grigio-verde, sul lato ventrale bianco-grigio. La testa è rotonda, il muso corto e la faccia glabra. A differenza dal cercopiteco nano del sud le orecchie e la parte superiore del muso sono color carne e non grigio scuro.

## Biologia
È un animale diurno, arboricolo e buon nuotatore: la sua dieta è costituita da frutta, semi, piante acquatiche, insetti, uova, piccoli vertebrati e molluschi.
Costituiscono gruppi numerosi, formati da 60 a 100 individui, dei quali i due terzi sono femmine. Durante l'attività diurna alla ricerca del cibo si dividono in gruppi più piccoli di individui dello stesso sesso. Il periodo di gravidanza è stato stimato in 160 giorni e usualmente nasce un solo piccolo, che diviene indipendente in tre mesi. La longevità osservata in cattività può raggiungere 28 anni.

## Distribuzione e habitat
L'areale è nell'Africa centro-occidentale e comprende il Camerun meridionale, il Gabon, la Guinea equatoriale, la Repubblica del Congo e parte della Repubblica Democratica del Congo. L'areale è limitato a sud dal fiume Congo, al di là del quale vive la specie del sud (tranne un'enclave nella regione angolana di Cabinda abitata dalla specie del nord). L'habitat, come per l'altra specie del genere, è la foresta pluviale in vicinanza (a non più di 1 km) di corsi d'acqua.

## Conservazione
Lo stato di conservazione non è stato sufficientemente studiato. La IUCN non considera C. ogouensis una specie distinta da C. talapoin (che non è considerato minacciato).